# Mülk, Edremit
Mülk là một xã thuộc thành phố Edremit, tỉnh Van, Thổ Nhĩ Kỳ. Dân số thời điểm năm 2011 là 539 người.